# Christian Hoburg

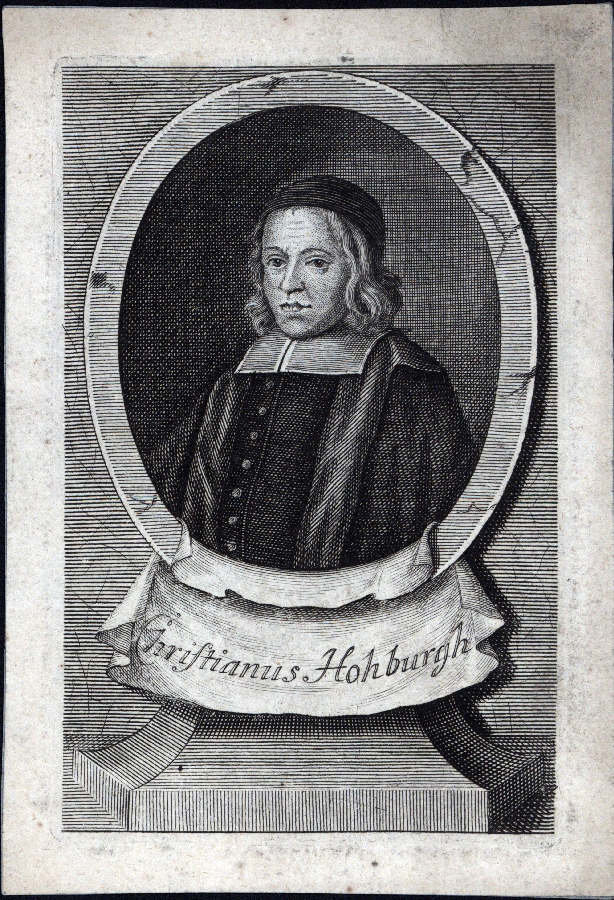
Christian Hoburg

Christian Hoburg (* 23. Juli 1607 in Lüneburg; † 29. Oktober 1675 in Altona, Herzogtum Holstein, heute Hamburg-Altona) war ein evangelischer Kontroverstheologe und mystischer Spiritualist. Im Laufe seines Lebens verwendete er verschiedene Pseudonyme: Elias Praetorius; Bernhard Baumann; Christianus Montaltus; Andreas Seuberlich.

## Leben
Christian Hoburg verlor früh Vater und Mutter. Ein Pastor ermöglichte ihm den Besuch der Lüneburger Klosterschule. Ein Theologiestudium in Königsberg musste er aus Geldnot abbrechen. Trotzdem erhielt er spätestens 1632 eine Stelle als Hilfsprediger in Lauenburg. Dort lernte er die Schriften von Johann Arndt und Kaspar von Schwenkfeld kennen. Diese beeindruckten ihn tief und er blieb den theologischen Ideen der Mystiker treu. Das hatte häufigen Streit mit der kirchlichen Obrigkeit zur Folge.
Als er 1642, nicht zum ersten Mal, seine Pfarrstelle verloren hatte, stellte ihn die von Stern’sche Druckerei in seiner Heimatstadt als Korrektor an. Der Drucker Johann Stern verlegte unter anderem Johann Arndts Schriften. In den folgenden Jahren veröffentlichte Hoburg gleich mehrere Schriften, einerseits das pazifistische Heutiger, langwieriger, verwirreter Teutscher Krieg, andererseits, teilweise unter Pseudonymen (etwa als Elias Praetorius), theologische Bücher, in denen die orthodoxe lutherische Kirche massiv kritisiert wurde. Da er deshalb unter Druck geriet, wurde ihm von Freunden über Herzog August den Jüngeren von Braunschweig eine Pfarrstelle in Bornum am Elm vermittelt. Anfang 1645 trat er diese an, geriet jedoch bald in Konflikt mit der Gemeinde. Anlässlich seines Verhaltens bei einer Einquartierung schwedischer Truppen im Dorf forderten Gutsherr und Gemeinde seine Absetzung. Selbstgerechtigkeit und theologische Radikalität des Pfarrers waren auch sonst mit dem dörflichen Gemeindeleben unvereinbar. Als darüber hinaus aus Kirchenkreisen gegen ihn vorgegangen wurde, weil bekannt wurde, dass Hoburg der wahre Autor des scharf kritischen Buchs Spiegel der Missbräuche beim Predig-Amt war, verlor er die Rückendeckung des Herzogs und wurde 1648 des Landes verwiesen. Er fand vorübergehend Unterkunft bei einem Freund in Quedlinburg und wurde dann Hausprediger auf dem Schloss eines „vornehmen Herren“ in Cappel bei Geldern. Nach fünf Jahren aber wurde Christian Hoburg nach einer Meinungsverschiedenheit exkommuniziert und daraufhin entlassen.
Erneut auf der Flucht, fand er Unterkunft bei seinem Gesinnungsgenossen Joachim Betke in Linum bei Fehrbellin, wo er 15 Jahre lang als Pastor wirkte. Dort entstand das Buch Der unbekannte Christus (1661), welches in pietistischen Kreisen weite Verbreitung fand. Darin warf er den Lutheranern vor, Christus nicht zu kennen – zu einer Zeit, da die lutherische Orthodoxie für sich beanspruchte, den „allein selig machenden Glauben“ zu verkündigen, was er als ungeheure Provokation ansah. Christian Hoburg geriet dann aber auch in Linum in einen Konflikt mit dem Konsistorium und sollte den Inhalt seiner Bücher widerrufen. Er weigerte sich mit dem biblischen Argument, „man solle Gott mehr gehorchen als den Menschen“. Christian Hoburg lebte dann einige Zeit bei seinem Sohn Philipp und flüchtete 1673 mit diesem zusammen ins damals vom dänischen König regierte Altona, das für seine religiöse Toleranz berühmt war. Dort lebte und predigte er während seiner letzten zwei Lebensjahre bei einer mennonitischen Sondergruppe, den Dompelaars.

## Bedeutung und Wirkung
Hoburgs theologische Bedeutung ist vor allem darin zu sehen, dass in seinen Schriften ein großer Teil des Gedankenguts der Pietisten bereits angelegt ist. Als Geburtsstunde des Pietismus gilt die Veröffentlichung der Schrift Pia desideria von Philipp Jacob Spener im Jahre 1675. Spener stand in der Tradition der mystischen Spiritualisten, und in Expertenkreisen wird heute teilweise die Ansicht vertreten, er habe das Grundkonzept seiner Pia Desideria aus Hoburgs Spiegel der Missbräuche übernommen.
Während des 18. Jahrhunderts wurden die Werke Hoburgs wiederholt neu aufgelegt und vor allem in (radikal-)pietistischen Kreisen gelesen. Der Gedanke, dass keine der verfassten christlichen Kirchen als legitime Verkünderin des Evangeliums anzusehen sei, erhielt durch das Buch Der unbekannte Christus seine Legitimation („Die Lutheraner kennen Christus nicht“). Deshalb sahen die Radikalpietisten in Hoburgs Thesen eine Bestätigung ihrer kirchenkritischen Position.
Ricarda Huch benennt den lutherischen Pfarrer in ihrer Roman-Trilogie Der große Krieg in Deutschland nach ihm Christian Hohburg.

## Werke (Auswahl)
- Heutiger, langwieriger, verwirreter Teutscher Krieg.  o. O. 1644
- Praxis Arndiana, das ist, Hertzens-Seufftzer.  o. O. 1642
- Spiegel der Misbräuche beim Pregig-Ampt.  o. O. 1644
- Teutsch-Evangelisches Judenthum.  o. O. 1644
- Christ-Fürstlicher Jugend-Spiegel.  o. O. 1645
- Theologia Mystica, das ist Geheime Krafft-Theologia der Alten.  Amsterdam 1655
- Der unbekandte Christus.  Amsterdam 1669

### Werk- und Literaturverzeichnis
- Gerhard Dünnhaupt: Christian Hoburg (1607–1675). In: Personalbibliographien zu den Drucken der Barockzeit. Bd. 3. Hiersemann, Stuttgart 1991, ISBN 3-7772-9105-6, S. 2092–2111.